# Pitt Island (Nieuw-Zeeland)
Pitt Island (in Moriori:  Rangiaotea, in Māori: Rangiauria) is het op een na grootste eiland van de eilandengroep Chathameilanden in het zuidwesten van de Grote Oceaan. Deze archipel ligt 800 km oostelijk van Nieuw-Zeeland waartoe het bestuurlijk behoort.

## Beschrijving
Pitt Island ligt 20 km ten zuidoosten van het grootste eiland van de archipel en is 14 km lang en 10 km breed met een oppervlakte van 62 km² (Ameland is 59 km²). Het eiland werd in 1807 door een Britse kapitein naar William Pitt de Oudere vernoemd. Er wonen ongeveer 30 personen permanent, voornamelijk in de nederzetting Flower Pot in het noordwesten. Het noordelijk deel van het eiland is vruchtbaar en bestaat uit licht golvend gebied dat in het verleden is ontbost en omgezet in weilanden, akkers en boomgaarden waarop graan en fruit wordt verbouwd. Dit is in particulier eigendom en er wordt daar voor eigen consumptie landbouw bedreven. Het zuidelijke deel is veel ruiger met rotsige heuvels van vulkanische gesteenten. Dit gebied is nog gedeeltelijk bebost. Het wordt door de overheid (het Department of Conservation, DOC) beheerd als natuurreservaat. Toerisme naar het eiland is mogelijk vanuit Flowerpot Bay Lodge; wandeltochten maken, vogels kijken, sportvissen, jagen en snorkelen behoren tot de mogelijke activiteiten.
Westelijk van Pitt Island ligt Mangere Island en het nabijgelegen Little Mangere. Zuidoostelijk van Pitt Island ligt South East Island. Little Mangere is particulier bezit, de beide andere eilanden worden door het DOC als natuurreservaat beheerd.